# Єрнваллен
Єрнваллен (швед. Jernvallen) — багатофункціональний стадіон у шведському місті Сандвікен. Домашня оренда футбольних клубів «Сандвікенс ІФ» та «Сандвікенс АІК». Відкритий у 1938 році. Максимальна місткість стадіону становить 7 000 глядацьких місць. Арена приймала два матчі Чемпіонату світу з футболу 1958 року. Єрнваллен став найпівнічнішим стадіоном, де проводилися матчі світових першостей.

## Історія
Стадіон було збудовано у 1938 році і він одразу ж став домашньою ареною для футбольного клубу «Сандвікен» та команд спортивного товариства «Сандвікенс АІК». Рекорд відвідуваності футбольних матчів було встановлено у 1957 році, коли за грою «Сандвікена» та «Норрчепінга» спостерігали 20 288 глядачів. Показник у матчах з бенді значно скромніший — лише 5 800 прихильників на грі «Сандвікенс АІК» з хокейним клубом «Ветланда» у 1988 році.
Втім найважливіші події у історії стадіону відбулися у рік його 20-річчя, а саме у 1958 році, коли Єрнваллен був удостоєний честі приймати одразу два матчі Чемпіонату світу з футболу. 8 червня 1958 року збірні Угорщини та Уельсу так і не змогли визначити переможця, закінчивши гру з рахунком 1:1 на очах у 15 343 вболівальників. А вже за тиждень, 15 червня, ті ж угорці каменя на камені не залишили від збірної Мексики, здобувши розгромну перемогу з рахунком 4:0. На матчі були присутні 13 300 вболівальників.
У 1993 році було збудовано Новий Єрнваллен, який зовні та функціонально відповідає нинішньому спортивному комплексу. Місткість арени знизилася з 20 000 до 7 000 глядацьких місць (з яких лише 700 сидячих). В 2003 році натуральний газон було замінено на штучне покриття. Рекордом відвідуваності на реконструйованій арені є показник 2 700 глядачів на матчі між «Сандвікеном» та «Гаммарбю».
Єрнваллен неодноразово визнавався найкращою ареною для ігор у хокей з м'ячем за рішенням гравців. Цього звання стадіон було удостоєно у наступних сезонах: 1994/95, 1995/96, 1996/97 та 1997/98. Втім, після відкриття Йоранссон Арени у 2009 році всі матчі з бенді перемістилися саме туди.